# 김영진 (1967년)
김영진(金榮鎭, 1967년 9월 10일~)은 대한민국의 정치인으로 제20·21·22대 국회의원이다.

## 생애
김영진은 더불어민주당 소속 국회의원으로, 2012년 이후 경기 수원병 지역에서 내리 3선을 한 중진이자 ‘원조 친명계’로 분류되며 이재명 대통령의 오랜 정치적 동지 중 한 사람이다. 중앙대학교 총학생회장 출신 86세대 운동권 출신으로, 김근태·조세형 등의 보좌진으로 정계에 입문한 후 김진표 의원의 보좌관으로 정무 감각을 키우며 대화와 타협 중심의 실용 노선을 택해왔다. 2017년 대선 경선 당시 성남시장 신분으로 출마한 이재명을 도우며 ‘친명’ 계보에 본격 합류했고, 이후 2022년 대선에서도 선대위 총무본부장을 맡으며 핵심 참모로 활동하였다. 2025년 대선 과정에서는 정무1실장으로서 선대위 회의에서 대법원 판결 이후 사법부에 대한 강경 대응을 추진하던 분위기 속에서 역풍 가능성을 지적하며 이재명 후보에게 법조 공격을 자제하라고 직언해 전략 수정에 결정적 영향을 미친 것으로 평가받는다. 당내 주요 당직인 전략기획위원장, 원내수석부대표, 사무총장 등을 역임한 전략통이지만, 당대표 출마 반대 등에서 드러난 신중하고 비판적인 태도로 인해 강성 지지층과 갈등을 빚기도 했다. 그는 대선 패배 시에도 이재명 후보에게 패배 인정의 필요성을 직언하였고, 이후 정진상 구속 공백을 메우기 위해 당대표 정무조정실장으로 복귀하며 이 대통령 곁에 다시 합류하였다.

## 학력
- 1974~1980 매산국민학교 졸업
- 1980~1983 신갈중학교 졸업
- 1983~1986 유신고등학교 졸업
- 1986~1992 중앙대학교 사회과학대학 경영학 학사

## 경력
- 1990년: 중앙대학교 흑석캠퍼스 총학생회장
- 1995년: 김근태 전국민족민주운동연합 상임의장 보좌역
- 1998년~2000년: 조세형 국회의원 보좌관
- 2004년: 이기우 국회의원 보좌관
- 2008년: 김진표 국회의원 보좌관, 정책특보
- 민주당 경기도당 대변인
- 한반도재단 이사
- 경기도교육자치협의회 운영위원
- 수원화성오산통합시민포럼 대표
- 2009년~2011년: 민주당 경기도당 수원시 팔달구 지역위원회 위원장
- 2011년~2013년: 민주통합당 경기도당 수원시 병 지역위원회 위원장
- 민주통합당 정책위원회 부의장
- 2012년 4월 11일: 대한민국 제19대 국회의원 선거 후보(경기 수원시 병, 민주통합당)
- 2013년~2014년: 민주당 경기도당 수원시 병 지역위원회 위원장
- 2014년 7월: 2014년 상반기 재보궐선거 경기 수원시 병 새정치민주연합 손학규 국회의원 후보 총괄선거대책본부장
- 2014년~2015년: 새정치민주연합 경기도당 수원시 병 지역위원회 위원장
- 새정치민주연합 정책위원회 부의장
- 2015년 12월~: 더불어민주당 경기도당 수원시 병 지역위원회 위원장
- 2016년 4월 13일: 대한민국 제20대 국회의원 선거 당선(경기 수원시 병, 더불어민주당, 초선)
- 2017년 5월~2018년 9월: 더불어민주당 전략기획위원장
- 2017년 8월~2018년 6월: 더불어민주당 지방선거기획단 간사
- 2019년 5월~2020년 5월: 민주연구원 부원장
- 2020년 4월 15일: 대한민국 제21대 국회의원 선거 당선(경기 수원시 병, 더불어민주당, 재선)
- 2020년 4월~2020년 5월: 더불어민주당 전략기획위원장
- 2020년 5월~2021년 4월: 더불어민주당 원내총괄수석부대표
- 2020년 9월~2021년 4월: 더불어민주당 코로나19 국난극복위원회 입법지원팀장
- 2021년 4월~2021년 4월: 더불어민주당 원내대표 직무대행
- 2021년 4월~2021년 5월: 더불어민주당 비상대책위원
- 2021년 5월~2021년 11월: 더불어민주당 정책위원회 선임부의장
- 2021년 11월~2022년 3월: 더불어민주당 사무총장
- 2022년 10월~: 더불어민주당 정책위원회 선임부의장
- 2022년 5월~2024년 4월: 더불어민주당 당대표비서실 정무조정실장
- 2024년 4월 10일: 대한민국 제22대 국회의원 선거 당선(경기 수원시 병, 더불어민주당, 3선)
- 2024년 9월~: 더불어민주당 민주정부정치탄압대책위원회 위원장
- 2025년 8월~: 더불어민주당 조세정상화특별위원회 위원장

### 의정 활동
- 2016년 5월 30일~2020년 5월 29일: 제20대 국회의원(경기 수원시 병, 더불어민주당, 초선)
  - 2016년 6월~2017년 7월: 제20대 국회 전반기 안전행정위원회 위원
  - 2016년 7월~2017년 7월: 제20대 국회 지방재정분권특별위원회 간사
  - 2017년 2월~2017년 12월: 제20대 국회 전반기 윤리특별위원회 위원
  - 2017년 7월~2018년 5월: 제20대 국회 전반기 행정안전위원회 위원
  - 2017년 12월~2018년 5월: 제20대 국회 전반기 윤리특별위원회 간사
  - 2018년 7월~2019년 7월: 제20대 국회 후반기 국토교통위원회 위원
  - 2019년 7월~2020년 5월: 제20대 국회 후반기 기획재정위원회 위원
- 2020년 5월 30일~2024년 5월 29일: 제21대 국회의원(경기 수원시 병, 더불어민주당, 재선)
  - 2020년 6월~2021년 4월: 제21대 국회 전반기 운영위원회 간사
  - 2020년 6월~2021년 5월: 제21대 국회 전반기 농림축산식품해양수산위원회 위원
  - 2020년 7월~2024년 5월: 국회의원연구단체 지원심의위원회의 위원
  - 2020년 7월~2021년 4월: 제21대 국회 전반기 운영위원회 국회운영개선소위원회 위원장
  - 2021년 5월~2021년 6월: 제21대 국회 전반기 기획재정위원회 위원
  - 2021년 6월~2022년 5월: 제21대 국회 전반기 기획재정위원회 간사
  - 2022년 7월~2024년 5월: 제21대 국회 후반기 환경노동위원회 간사
- 2024년 5월 30일~: 제22대 국회의원(경기 수원시 병, 더불어민주당, 3선)
  - 2024년 6월~: 제22대 국회 전반기 산업통상자원중소벤처기업위원회 위원
  - 2024년 6월~2025년 6월: 제22대 국회 전반기 예산결산특별위원회 위원
  - 2024년 7월~2024년 8월: 제22대 국회 전반기 정보위원회 위원
  - 2025년 6월~: 제22대 국회 전반기 정보위원회 위원

## 전과
- 집회및시위에관한법률위반, 폭력행위등처벌에관한법률위반: 징역 1년 - 1990년 12월 13일 선고[2]

## 역대 선거 결과
|  | 45.14% |

|  | 53.93% |

|  | 53.07% |

|  | 55.41% |

## 소속 정당
| 소속 정당 | 소속 정당      | 소속 기간 | 비고      |
| --------- | -------------- | --------- | --------- |
|           | 새정치국민회의 | 1998~2000 | 정계 입문 |
|           | 새천년민주당   | 2000~2003 | 합당      |
|           | 무소속         | 2003      | 탈당      |
|           | 열린우리당     | 2003~2007 | 창당      |
|           | 대통합민주신당 | 2007~2008 | 합당      |
|           | 통합민주당     | 2008      | 합당      |
|           | 민주당         | 2008~2011 | 당명 변경 |
|           | 민주통합당     | 2011~2013 | 합당      |
|           | 민주당         | 2013~2014 | 당명 변경 |
|           | 새정치민주연합 | 2014~2015 | 합당      |
|           | 더불어민주당   | 2015~현재 | 당명 변경 |

## 같이 보기
- 수원시 권선구의 국회의원
- 수원시 병
- 수원시 팔달구의 국회의원
- 수원시의 국회의원